# Ville-sous-la-Ferté
Ville-sous-la-Ferté is een gemeente in het Franse departement Aube (regio Grand Est) en telt 1331 inwoners (2005). De plaats maakt deel uit van het arrondissement Bar-sur-Aube.
In deze gemeente bevindt zich de voormalige cisterciënzerabdij van Clairvaux. De abdijgebouwen doen tegenwoordig dienst als gevangenis.

## Geografie
De oppervlakte van Ville-sous-la-Ferté bedraagt 19,9 km², de bevolkingsdichtheid is 66,9 inwoners per km².
De onderstaande kaart toont de ligging van Ville-sous-la-Ferté met de belangrijkste infrastructuur en aangrenzende gemeenten.

## Demografie
Onderstaande figuur toont het verloop van het inwonertal (bron: INSEE-tellingen).

Vanwege een beveiligingsprobleem met de MediaWiki Graph-software is het momenteel niet mogelijk deze grafiek weer te geven. Zodra de software is bijgewerkt zal de grafiek vanzelf weer zichtbaar worden.